# Dance Academy

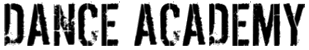

Dance Academy is een Australische televisieserie geproduceerd door Werner Film Productions, in samenwerking met de Australian Broadcasting Corpation en ZDF. Seizoen 1 was te zien vanaf 31 mei 2010. Seizoen 2 startte op 12 maart 2012. De serie wordt in Nederland uitgezonden door Zapp en in Vlaanderen door Ketnet.

## Verhaal
De gebeurtenissen in de serie worden vooral gezien vanuit het perspectief van Tara Webster, een nieuwe studente aan de National Academy of Dance. Samen met haar medestudenten Katrina Karamakov, Ethan Karamakov, Samuel Lieberman, Abigail Armstrong en Christian Reed leert ze de ins en outs van ballet.
In het tweede seizoen komt Tara terug naar de Academie voor haar tweede jaar, in de hoop dat ze Australië mag vertegenwoordigen in een internationale balletwedstrijd, de Prix de Fonteyn. In seizoen twee worden er nieuwe personages geïntroduceerd: Grace Whitney, Benjamin Tickle, Saskia Duncan en Ollie.
In seizoen drie komt Tara terug naar de Academie voor haar derde en laatste jaar. Hier strijdt zij en de rest van de derde jaars voor een plekje in the Company. Seizoen 3 van Dance Academy werd in het voorjaar van 2014 uitgezonden op de Nederlandse televisie (Zapp).

## Productie
Dance Academy wordt geproduceerd door Werner Films Productions, in samenwerking met de Australian Broadcasting Corporation, Screen Australia, Film Victoria, Film New South Wales en ZDF.

### Seizoen een
De audities voor seizoen een begonnen in 2009 in Brisbane, Melbourne en Sydney. Onder leiding van de beste choreografen van Australië werden de acteurs geschoold in dans en drama. Het filmen begon op 13 juli 2009.

### Seizoen twee
De audities voor seizoen twee begonnen op 14 september 2010. Seizoen twee begon op 12 maart 2012 en eindigde op 24 april 2012.

### Rolverdeling
| Acteur           | Personage                                             | Seizoen |
| ---------------- | ----------------------------------------------------- | ------- |
| Xenia Goodwin    | Tara Webster                                          | 1, 2, 3 |
| Alicia Banit     | Katrina (Kat) Karamakov halfzus van Ethan Karamakov.  | 1, 2, 3 |
| Tom Green        | Samuel (Sammy) Lieberman †                            | 1, 2    |
| Jordan Rodrigues | Christian Reed                                        | 1, 2, 3 |
| Dena Kaplan      | Abigail Armstrong                                     | 1, 2, 3 |
| Tim Pocock       | Ethan Karamakov halfbroer van Katrina (Kat) Karamakov | 1, 2    |
| Tara Morice      | Luicinda Raine                                        | 1, 2, 3 |
| Thomas Lacey     | Benjamin (the Benster) Tickle                         | 2, 3    |
| Isabel Durant    | Grace Whitney petekind van Lucinda Raine              | 2, 3    |
| Keiynan Lonsdale | Ollie Lloyd                                           | 2, 3    |

## Multimedia

### Dvd's
| Titel                                     | Datum            | Afleveringen |
| ----------------------------------------- | ---------------- | --- |
| Dance Academy - Learning to Fly           | 1 juli 2010      | 1. "Learning to Fly, Part 1", 2. "Week Zero", 3. "Behind Barres", 4. "Minefield", 5. "Real Men Don't Dance"                                                                             |
| Dance Academy - Growing Pains             | 2 september 2010 | 6. "Perfection", 7. "Crush Test Dummies", 8. "Growing Pains", 9. "Heartbeat", 10. "Through the Looking Glass", 11. "One Perfect Day", 12. "Pressure"                                    |
| Dance Academy - Turning Pointe            | 2 september 2010 | 13. "Family", 14. "Turning Pointes", 15. "My Life En Pointe", 16. "Free Falling", 17. "A Midsummer's Night's Dream", 18. "Betty Bunheads", 19. "Fairest and Best"                       |
| Dance Academy - Ballet Fever              | 7 oktober 2010   | 20. "Ballet Fever", 21. "FOMO: Fear of Missing Out", 22. "Flight or Fight Response", 23. "BFF: Best Friends Forever", 24. "Heatwave", 25. "The Deep End", 26. "Learning to Fly, Part 2" |
| Dance Academy - The Complete First Series | 2 december 2010  | Alle 26 afleveringen van seizoen een |
| Dance Academy - Raising the Barre         | 5 april 2012     | 27. "In the Middle, Somewhat Elevated", 28. "Dreamlife", 29. "Faux Pas de Deux", 30. "Legends", 31. "Showcase", 32. "Like No One's Watching"                                            |
| Dance Academy - Breaking Pointe           | 3 mei 2012       | 33. "A Choreographed Life", 34. "Connectivity", 35. "The Break", 36. "A Good Life", 37. "Self Sabotage", 38. "Breaking Pointe"                                                          |
| Dance Academy - Catch Me If I Fall        | 7 juni 2012      | 39. "Backstab", 40. "Rescue Mission", 41. "Moving On", 42. "Origins", 43. "Love and War", 44. "Catch Me If I Fall", 46. "The Nationals"                                                 |
| Dance Academy - Win or Lose               | 7 juni 2012      | 47. "Ladder Theory", 48. "Win or Lose", 49. "Love It or Fight It", 50. "The Prix De Fonteyn", 51. "The Second", 52. "The Red Shoes"                                                     |

### Boeken
De boeken zijn elk gebaseerd op een bepaalde aflevering en vanuit het perspectief van één personage. De boeken zijn uitgegeven door ABC Books en HarperCollins Australia.
- Dance Academy: Tara: Learning to Fly, door Meredith Costain
- Dance Academy: Sammy: Real Men Don't Dance, door Bruno Bouchet
- Dance Academy: Christian: Behind Barres, door Sebastian Scott
- Dance Academy: Kat: Anywhere but Here, door Bruno Bouchet
- Dance Academy: Abigail: Through the Looking Glass, door Rachel Elliot